# Теодахад
Теодахад (Теодат) — король остготов в 534—536 годах. Из рода Амалов, сын сестры Теодориха Великого Амалафриды, королевы вандалов. По свидетельству Прокопия Кесарийского, был человеком, не лишённым образования, но жадным, трусливым, коварным, властолюбивым. Владея обширными землями в Тусции (Тоскана), Теодахад старался увеличить их путём захватов; «иметь соседей он считал великим несчастьем». Григорий Турский называл его даже королём Тусции. Из ненависти к регентше Амаласунте, своей двоюродной сестре, Теодахад завязал тайные сношения с Константинополем и решился отдать в руки Византии всю Тусцию, чтобы затем жить в Константинополе в сане сенатора и пользоваться своими сокровищами.

## Биография

### Захват власти
В 534 году после смерти Аталариха готская аристократия заставила регентшу отдать престол в руки Теодахада. Амаласунта не имела другого выхода, так как видела общее недовольство женским правлением. Она заставила Теодахада поклясться, что он будет довольствоваться именем короля, предоставив ей всю полноту власти; но коварный Теодахад, став в ноябре 534 года королём и соправителем, нарушил обещание, немедленно после венчания объединился со злейшими врагами Амаласунты, убил нескольких её приближённых и держал её в заточении на уединённом острове. Здесь она вскоре была убита (весна 535 года), несмотря на протесты византийского посла Петра Патрикия. Воцарение Теодахада и умерщвление горячей сторонницы римлян Амаласунты было делом рук ариано-готской партии.

### Начало войны с Византией

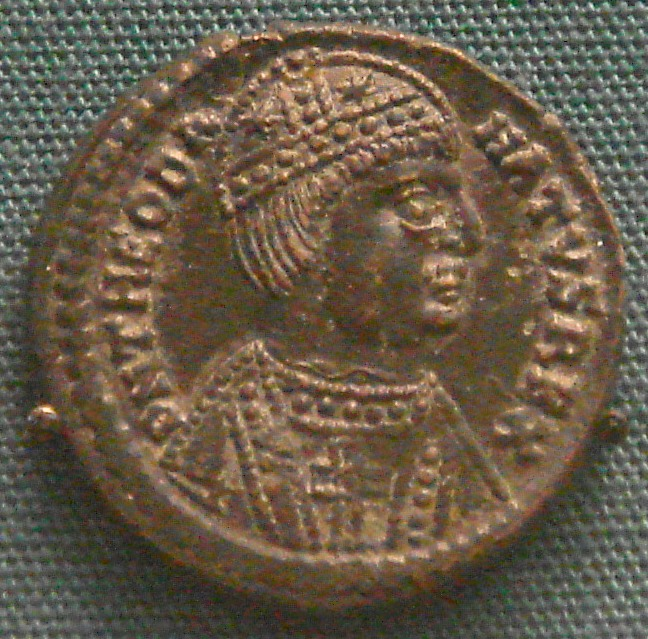
Монета Теодахада, чеканившееся в Риме. Король изображён с варварскими усами

Император Юстиниан I немедленно выступил мстителем за убитую и объявил остготам войну, тянувшуюся с небольшими перерывами 20 лет и закончившуюся падением Остготского королевства. Главнокомандующий в Иллирике стратег Мунд, который после смерти Теодориха перешёл на сторону Империи, должен был начать военные действия в Далмации, где были слабые готские гарнизоны, не представившие упорного сопротивления. До конца 535 года он занял всю провинцию вместе с главным городом — Салонами (совр. Сплит). Точно так же легко сдалась Сицилия, где византийским отрядом предводительствовал Велисарий, нашедший почти везде приверженцев императора. Отряды римских ополчений Сицилии открывали ворота городов, так что даже Сиракузы, резиденция готского комита, капитулировала, не оказав никакого сопротивления. Лишь гарнизон Палермо сдался не сразу. Мощные городские укрепления, однако, не прикрывали гавань, поэтому флот Велизария смог зайти в неё и стать на якорь. После этого в шлюпки кораблей погрузили лучников и подняли эти шлюпки на мачты. На готский гарнизон обрушился град стрел, и тот был вынужден капитулировать. Сицилия была обращена в византийскую провинцию. Легкий переход Сицилии под власть императора был тяжким ударом для готского правительства, потому что с потерей этого острова Рим стал чувствовать стеснение в доставке продовольствия, а император получил надежный опорный пункт для своих дальнейших действий против Италии. Сардиния и Корсика были также снова присоединены к Византии. Римское население и сенат были далеко не расположены к Теодахаду. Желая сохранить в городе влияние, Теодахад поставил в нём гарнизон и посылал в Рим укорительные письма.

### Переговоры о мире

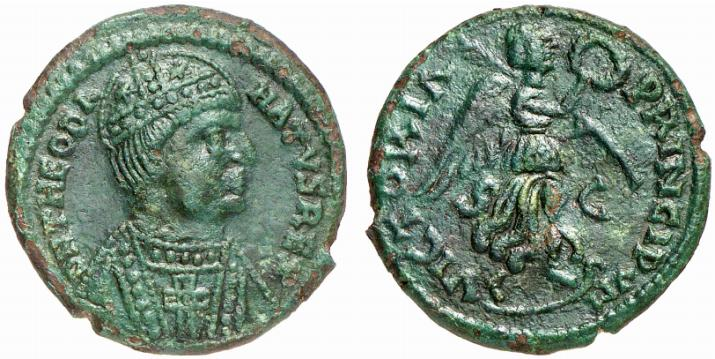
фолл Теодахада (надпись на аверсе «DN THEODA-HATUS REX», надпись на реверсе «VICTORIA PRINCIPUM»

Успех Велисария в Сицилии, который вскорости завоевал весь остров, и готов уже был высадиться в Италию, заставил Теодахада согласиться на самые тяжкие жертвы. Он обещал послу Юстиниана ритору Петру Патрикию отказаться от притязаний на Сицилию, платить подать, доставлять Империи вспомогательный отряд в 3000 готов — словом, он готов был поставить себя в положение самого обыкновенного предводителя федератов, отказавшись от королевской власти. Тайно от готов он согласился даже жить частным человеком, уступив Юстиниану всю Италию, если ему дана будет пожизненная пенсия в 200 фунтов золота.
Петр возвратился в Италию с поручением оформить соглашение с королём и указать ему удел, где он мог бы проводить жизнь, но нашёл его весьма несговорчивым и совершенно переменившим свой взгляд на дело. Это объяснялось тем, что Империя потерпела тогда две неожиданные неприятности: в Далмации императорский полководец Мунд потерпел поражение от готов и пал на поле боя вместе с сыном, а остатки его войска покинули страну; в Африке, в Карфагене вспыхнуло восстание императорских войск, которое побудило Велисария оставить Сицилию и поспешить в африканские владения. Это внушило Теодахаду несбыточные надежды, и он позволил себе не только свысока обращаться с посольством, но и заключить под стражу Петра, который после этого провёл в готском заточении четыре года. Таким неосторожным поступком он совершенно испортил своё положение. Теодахад первым из италийских королей приказал чеканить на монетах своё, а не императора, изображение.

### Продолжение войны

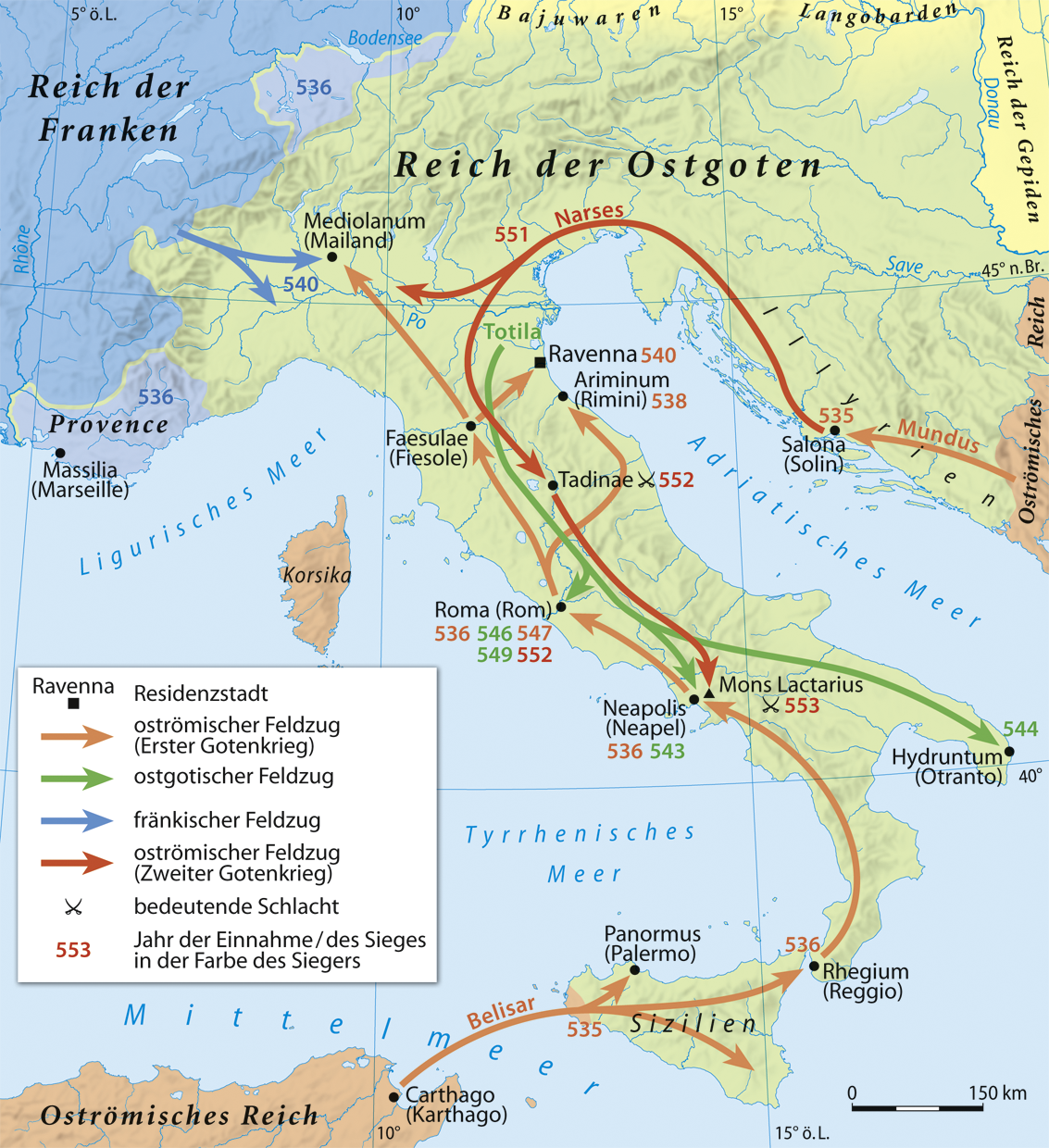
Византийско-готские войны в 535—554 годах

Ещё в зиму 536 года из Дураццо вышел императорский флот и захватил Далмацию. Важные города, такие как Солоны и Эпидавр (Рагуза, совр. Дубровник), были заняты, готских поселенцев вынудили перейти на сторону победителя.
Одновременно Велисарий, к этому времени подавивший восстание в Африке, с небольшим войском в 7500 воинов и со значительной личной дружиной, может быть, такого же состава, высадился в Южной Италии. Военные средства, бывшие в распоряжении Велисария, весьма не соответствовали стоявшей пред ним задаче. Но в лице Велисария император Юстиниан имел лучшего полководца своего времени, которого, притом, снабдил самыми обширными полномочиями. С теми силами, которые у него были, Велисарий должен был завоевать для Империи страну с громадным населением, которая могла выставить сотню тысяч войска. Но разница в военной технике, в дисциплине и в искусстве между имперскими войсками и народными ополчениями, выставляемыми варварами, была огромной. Что касается сопротивления, оказанного Велисарию готскими войсками, оно было крайне слабо подготовлено и согласовано в частях и не имело обдуманного и правильно исполненного плана.
Узнав о высадке Велисария в Южной Италии и о движении другого неприятельского корпуса на Равенну из Далмации, Теодахад пригрозил Византии умерщвлением всех римских сенаторов с женами и детьми, но и это не помогло. При появлении византийского главнокомандующего в Южной Италии летом 536 года оказалось, что там мало готских гарнизонов; население встречало начавший здесь свои действия византийский корпус с распростёртыми объятиями. Первым перешёл на сторону Велисария Эбримут (Эбримуд), зять короля, стоявший во главе войска готов в Регии (совр. Реджо-ди-Калабрия). Эбримут был отправлен Велизарием в Византию и получил там сан патрикия.

### Падение Неаполя. Смерть Теодахада
Центром господства готов в Кампании был Неаполь; здесь были прекрасная морская гавань и обширный торговый порт с громадным и богатым населением. В Неаполе заперся готский гарнизон, который 20 дней выдерживал плотную осаду с суши и с моря. Велисарий, отчаявшись в успехе затянувшейся осады, уже думал отступить от города, но тут ему помог случай. Ему было донесено, что есть возможность проникнуть в город чрез заброшенный водопровод, который никем не охраняется. Действительно, сотне храбрецов удалось ночью пробраться в город и овладеть двумя башнями, с которых они дали знать своим. Осаждающие бросились на стены, ворвались в город и предали его грабежу и опустошению, не щадя ни возраста, ни пола (конец 536 года). Оставив в Неаполе небольшой гарнизон и приняв под власть кампанский город Кумы, Велисарий двинулся на Рим. Между тем, Теодахад в бездействии пребывал в Риме, всё более и более теряя свой авторитет и доверие италийского населения. Правда, он завязал переговоры с франками, чтобы побудить их, за уступку некоторых областей, помочь ему в борьбе против Велисария. Но когда готский вождь южной армии Эбримут перешёл на сторону врагов, и когда Неаполь, предоставленный своей участи, не получил никакой помощи от короля, готы стали осознавать национальную опасность и прибегли к революционным мерам. Часть войска, расположенного в Регате северо-восточнее Террачины, подняла на щит своего вождя Витигеса, который «умел владеть мечом и не пачкал рук стилем», провозгласив его королём (конец ноября 536 года).
Теодахад, презираемый ромеями и готами, думал найти спасение в Равенне, но на пути был убит подосланным от Витигеса воином (начало декабря 536 года).

### Жёны и дети
- Гуделива
  - дочь Теоденанда; замужем за Эбримутом
  - сын Теудегискл, возможно, идентичен королю вестготов Теудигизелу